# Serie B 1979-1980 (pallacanestro maschile)
Il campionato di Serie B di pallacanestro maschile 1979-1980 è stato il sesto organizzato in Italia dall'ultima riforma. È composto da 32 squadre ripartite in 4 raggruppamenti geografici
Le prime cinque squadre di ogni girone vengono ammesse alla Poule per la promozione in Serie A2, le ultime tre alla Poule per non retrocedere in Serie C1. La Poule promozione A/2 viene suddivisa in due gironi da 10 squadre ciascuna, le prime due classificate di ogni girone si disputeranno le due promozioni in lizza.

## Stagione regolare

### Girone A
|  |    | Classifica finale 1979-1980 | Pt | G  | V  | P  | PtF  | PtS  |
|  | -- | --------------------------- | -- | -- | -- | -- | ---- | ---- |
|  | 1. | Simod Padova                | 20 | 14 | 10 | 4  | 1319 | 1150 |
|  | 2. | Aurora Desio                | 18 | 14 | 9  | 5  | 1135 | 1109 |
|  | 3. | Nordica Montebelluna        | 16 | 14 | 8  | 6  | 1103 | 1100 |
|  | 4. | Prince Bergamo              | 16 | 14 | 8  | 6  | 1158 | 1125 |
|  | 5. | Fiat Torino                 | 14 | 14 | 7  | 7  | 1137 | 1147 |
|  | 6. | Omega Busto Arsizio         | 14 | 14 | 7  | 7  | 1155 | 1174 |
|  | 7. | Pallacanestro Legnano       | 8  | 14 | 4  | 10 | 1052 | 1156 |
|  | 8. | Necchi Pavia                | 6  | 14 | 3  | 11 | 1099 | 1197 |

### Girone B
|  |    | Classifica finale 1979-1980   | Pt | G  | V  | P  | PtF  | PtS  |
|  | -- | ----------------------------- | -- | -- | -- | -- | ---- | ---- |
|  | 1. | Leone Mare Livorno            | 20 | 14 | 10 | 4  | 1115 | 980  |
|  | 2. | CBM Parma                     | 18 | 14 | 9  | 5  | 1167 | 1130 |
|  | 3. | Cantine Riunite Reggio Emilia | 18 | 14 | 9  | 5  | 1219 | 1131 |
|  | 4. | Sperlari Cremona              | 16 | 14 | 8  | 6  | 1123 | 1081 |
|  | 5. | Libertas Livorno              | 16 | 14 | 8  | 6  | 1109 | 1088 |
|  | 6. | Moto Malaguti San Lazzaro     | 14 | 14 | 7  | 7  | 1077 | 1077 |
|  | 7. | Virtus Imola                  | 10 | 14 | 5  | 9  | 1067 | 1051 |
|  | 8. | Labor Viareggio               | 0  | 14 | 0  | 14 | 848  | 1187 |

### Girone C
|  |    | Classifica finale 1979-1980 | Pt | G  | V  | P  | PtF  | PtS  |
|  | -- | --------------------------- | -- | -- | -- | -- | ---- | ---- |
|  | 1. | Pallacanestro Brindisi      | 22 | 14 | 11 | 3  | 1272 | 1133 |
|  | 2. | Basket Roseto               | 18 | 14 | 9  | 5  | 1161 | 1114 |
|  | 3. | Febal Pesaro                | 18 | 14 | 9  | 5  | 1252 | 1184 |
|  | 4. | Polenghi Firenze            | 14 | 14 | 7  | 7  | 1136 | 1131 |
|  | 5. | Italcable Perugia           | 12 | 14 | 6  | 8  | 1148 | 1165 |
|  | 6. | Fams S. Severo              | 12 | 14 | 6  | 8  | 1088 | 1055 |
|  | 7. | Loreto Pesaro Basket        | 10 | 14 | 5  | 9  | 902  | 1017 |
|  | 8. | Garbini Viterbo             | 6  | 14 | 3  | 11 | 1114 | 1274 |

### Girone D
|  |    | Classifica finale 1979-1980 | Pt | G  | V  | P  | PtF  | PtS  |
|  | -- | --------------------------- | -- | -- | -- | -- | ---- | ---- |
|  | 1. | Viola Reggio Calabria       | 26 | 14 | 13 | 1  | 1253 | 1080 |
|  | 2. | Napoli Basket               | 20 | 14 | 10 | 4  | 1199 | 1130 |
|  | 3. | Virtus Ragusa               | 16 | 14 | 8  | 6  | 1100 | 1092 |
|  | 4. | Mobiltacconi Latina         | 14 | 14 | 7  | 7  | 1047 | 1052 |
|  | 5. | Pallacanestro Latina        | 14 | 14 | 7  | 7  | 1079 | 1092 |
|  | 6. | Amaro Harrys Messina        | 10 | 14 | 5  | 9  | 1117 | 1152 |
|  | 7. | Basket Scauri               | 8  | 14 | 4  | 10 | 1088 | 1184 |
|  | 8. | Vis Nova Roma               | 4  | 14 | 2  | 12 | 1075 | 1186 |

## Poule Promozione A/2

### Girone A

#### Classifica
|  |     | Classifica finale 1979-1980   | Pt | G  | V  | P  | PtF  | PtS  |
|  | --- | ----------------------------- | -- | -- | -- | -- | ---- | ---- |
|  | 1.  | Leone Mare Livorno            | 28 | 18 | 14 | 4  | 1491 | 1361 |
|  | 2.  | Simod Padova                  | 26 | 18 | 13 | 5  | 1566 | 1502 |
|  | 3.  | Cantine Riunite Reggio Emilia | 26 | 18 | 13 | 5  | 1621 | 1555 |
|  | 4.  | Fiat Torino                   | 20 | 18 | 10 | 8  | 1600 | 1548 |
|  | 5.  | Prince Bergamo                | 20 | 18 | 10 | 8  | 1535 | 1537 |
|  | 6.  | Libertas Livorno              | 18 | 18 | 9  | 9  | 1536 | 1558 |
|  | 7.  | Sperlari Cremona              | 16 | 18 | 8  | 10 | 1533 | 1577 |
|  | 8.  | Aurora Desio                  | 12 | 18 | 6  | 12 | 1477 | 1524 |
|  | 9.  | Nordica Montebelluna          | 10 | 18 | 5  | 13 | 1495 | 1607 |
|  | 10. | CBM Parma                     | 6  | 18 | 3  | 15 | 1528 | 1613 |

#### Risultati
| Risultati                     | PLIV  | PAD     | REG    | TOR    | BER    | LIBLIV  | CRE     | DES    | MON    | PAR    |
| ----------------------------- | ----- | ------- | ------ | ------ | ------ | ------- | ------- | ------ | ------ | ------ |
| Leone Mare Livorno            |       | 79-83   | 89-74  | 71-65  | 85-70  | 101-65  | 105-95  | 87-76  | 99-80  | 89-88  |
| Simod Padova                  | 79-77 |         | 80-77  | 94-97  | 90-77  | 82-75   | 108-100 | 94-78  | 81-77  | 100-95 |
| Cantine Riunite Reggio Emilia | 72-73 | 105-103 |        | 111-94 | 100-91 | 108-101 | 100-86  | 96-87  | 84-82  | 83-81  |
| Fiat Torino                   | 84-81 | 95-93   | 80-82  |        | 88-90  | 91-75   | 97-83   | 90-83  | 104-86 | 88-87  |
| Prince Bergamo                | 65-79 | 80-85   | 100-91 | 102-95 |        | 96-70   | 96-98   | 91-83  | 91-85  | 89-82  |
| Libertas Livorno              | 75-78 | 76-63   | 93-81  | 80-90  | 105-95 |         | 78-66   | 90-76  | 88-89  | 105-97 |
| Sperlari Cremona              | 68-66 | 84-94   | 80-97  | 81-77  | 81-83  | 83-85   |         | 85-71  | 101-94 | 99-81  |
| Aurora Desio                  | 73-76 | 79-84   | 74-87  | 65-64  | 71-65  | 107-91  | 87-75   |        | 93-74  | 76-83  |
| Nordica Montebelluna          | 70-72 | 83-77   | 77-78  | 89-112 | 78-80  | 72-81   | 86-94   | 95-87  |        | 100-99 |
| CBM Parma                     | 79-84 | 68-76   | 84-95  | 95-89  | 71-74  | 83-103  | 72-74   | 97-111 | 86-78  |        |

#### Play-off Promozione
| 25 maggio 1980 | Leone Mare Pallacanestro Livorno | 71 – 70 | Simod Petrarca Padova | Livorno |

| 29 maggio 1980 | Simod Petrarca Padova | 91 – 75 | Leone Mare Pallacanestro Livorno | Padova |

| 1º giugno 1980 | Leone Mare Pallacanestro Livorno | 79 – 76 | Simod Petrarca Padova | Livorno |

La Leone Mare Pallacanestro Livorno vince 2-1 e viene promossa in A/2.

### Girone B

#### Classifica
|  |     | Classifica finale 1979-1980 | Pt | G  | V  | P  | PtF  | PtS  |
|  | --- | --------------------------- | -- | -- | -- | -- | ---- | ---- |
|  | 1.  | Pallacanestro Brindisi      | 34 | 18 | 17 | 1  | 1710 | 1418 |
|  | 2.  | Napoli Basket               | 26 | 18 | 13 | 5  | 1565 | 1442 |
|  | 3.  | Viola Reggio Calabria       | 24 | 18 | 12 | 6  | 1558 | 1456 |
|  | 4.  | Italcable Perugia           | 22 | 18 | 11 | 7  | 1486 | 1483 |
|  | 5.  | Febal Pesaro (-1)           | 17 | 18 | 9  | 9  | 1580 | 1546 |
|  | 6.  | Basket Roseto               | 14 | 18 | 7  | 11 | 1513 | 1595 |
|  | 7.  | Polenghi O. Firenze         | 14 | 18 | 7  | 11 | 1437 | 1486 |
|  | 8.  | Pallacanestro Latina        | 12 | 18 | 6  | 12 | 1344 | 1501 |
|  | 9.  | Mobiltacconi Latina         | 8  | 18 | 4  | 14 | 1266 | 1428 |
|  | 10. | Virtus Ragusa               | 8  | 18 | 4  | 14 | 1489 | 1593 |

#### Risultati
| Risultati              | BRI   | NAP   | REG   | PER     | PES    | ROS    | FIR    | PLAT   | BLAT   | RAG    |
| ---------------------- | ----- | ----- | ----- | ------- | ------ | ------ | ------ | ------ | ------ | ------ |
| Pallacanestro Brindisi |       | 88-81 | 96-84 | 137-101 | 115-88 | 118-83 | 105-73 | 121-70 | 82-53  | 95-75  |
| Napoli Basket          | 83-94 |       | 81-78 | 96-87   | 94-90  | 100-84 | 114-75 | 99-71  | 87-66  | 84-76  |
| Viola Reggio Calabria  | 87-81 | 81-78 |       | 74-78   | 89-79  | 115-98 | 81-75  | 102-80 | 92-70  | 86-69  |
| Italcable Perugia      | 82-84 | 81-85 | 83-76 |         | 86-71  | 78-74  | 72-57  | 84-77  | 76-67  | 90-76  |
| Febal Pesaro           | 83-84 | 78-75 | 92-96 | 87-76   |        | 104-88 | 70-74  | 112-77 | 102-87 | 106-89 |
| Basket Roseto          | 88-97 | 94-84 | 80-96 | 83-98   | 75-65  |        | 87-75  | 97-86  | 89-64  | 84-78  |
| Polenghi O. Firenze    | 83-85 | 77-79 | 75-74 | 107-83  | 83-101 | 102-89 |        | 63-75  | 86-69  | 107-79 |
| Pallacanestro Latina   | 57-66 | 65-80 | 81-65 | 73-74   | 92-79  | 75-71  | 61-71  |        | 56-51  | 83-77  |
| Mobiltacconi Latina    | 61-64 | 75-82 | 74-91 | 78-73   | 82-83  | 50-54  | 69-63  | 97-92  |        | 82-79  |
| Virtus Ragusa          | 86-98 | 82-83 | 86-91 | 81-84   | 84-90  | 110-95 | 93-91  | 92-73  | 77-71  |        |

#### Play-off Promozione
| Brindisi 25 maggio 1980 | Pallacanestro Brindisi | 77 – 73 | Basket Napoli | Palamelfi |

| Napoli 29 maggio 1980 | Basket Napoli | 79 – 75 | Pallacanestro Brindisi | Palasport |

| Brindisi 1º giugno 1980 | Pallacanestro Brindisi | 83 – 78 | Basket Napoli | Palamelfi |

La Pallacanestro Brindisi vince 2-1 e viene promossa in A/2.

## Verdetti
Promosse in A/2:
- Pallacanestro Brindisi.
Formazione: Colonnello, Longo, Fischetto, Campanaro, Quaglia, Maguolo, Greco, Labate, Malagoli. Allenatore: Piero Pasini
- Leone Mare Livorno.
Formazione: Bianchi, Brogi, Creati, Diana, Filoni, Giauro, Grasselli, Guerrieri, Marisi, Mezzacapo, Patrizi, Vatteroni. Allenatore: Roberto Raffaele